# اریک دهم
اریک دهم Eric "X" (به سوئدی: Erik Knutsson) پادشاه سوئد و نوهٔ اریک نهم است که از ۱۲۰۸ تا سال ۱۲۱۶ م. سلطنت کرده‌است.